# Microterys kuwanai
Microterys kuwanai är en stekelart som beskrevs av Ishii 1928. Microterys kuwanai ingår i släktet Microterys och familjen sköldlussteklar. Inga underarter finns listade i Catalogue of Life.